# Анастасія Глушков
Анастасія Глушков (24 травня 1985) — ізраїльська синхронна плавчиня.
Учасниця Олімпійських Ігор 2004, 2008, 2012, 2016 років.